# Жорж-Йожен Осман
Жорж-Йожен Осман (на френски: Georges Eugène Haussmann), известен като барон Осман; 27 март 1809 – 11 януари 1891), е френски служител, който е префект на департамента Сена (1853 – 1870), избран от император Наполеон III да извърши мащабна програма за градско обновяване на булеварди, паркове и обществени сгради в Париж. Обикновено работите му са наричани „Реновирането на Париж от Осман“ или „Османизацията на Париж“. Критиците го принуждават да подаде оставката си заради екстравагантност, но визията му за града все още доминира в Централен Париж.

## Биография
Осман е роден на 27 март 1809 г. в Париж, в протестантско семейство от немски произход (на немски фамилията звучи като „Хаусман“ (Haussmann) и няма нищо общо с турската Османска династия). Син е на Никола-Валентин Осман (1787 – 1876), комисар и военен комендант на Наполеон I, и Ева-Мария-Хенриета-Каролина Дензел, дъщеря на генерала и член на Националния конвент Жорж-Фредерик Дензел (1755 – 1828), барон на империята и внук на Никола Осман (1759 – 1847), член на Законодателното събрание и Националния конвент, администратор на тогавашния департамент Сен-e Oаз, комисар. Учи в лицеите на Анри IV и Кондорсе, след това учи право, като същевременно учи и музика. През 1830 г. той получава поста супрефект на Нерак.
През 1853 г. става префект на департамента Сена; задържа се на този пост до 1870 г. По указание на Наполеон III, Булонския Лес и няколко парка в самия Париж са организирани за разходки от парижани, по-специално парковете Монсури и Бют-Шомон.
Той възстановява редица обитавани квартали, събаряйки много стари (включително средновековни) къщи и павирайки много по-късно пробити булеварди. Общо около 60% от недвижимите имоти в Париж са реорганизирани под ръководството на Осман.
През 1865 г. Осман получава заем от 250 милиона франка за работата си, през 1869 г. – друг заем от 260 милиона франка. При правителството на Емил Оливие барон Осман е отстранен от длъжност.
Осман умира в Париж на 11 януари 1891 година. Погребан е в гробището Пер Лашез. Един от булевардите в центъра на Париж е кръстен на него.

## Обновяването на Париж
Населението на Париж се удвоило след 1815 г., без да увеличена площта му. Поради нарастващото население и онези, които ще бъдат принудени да се изместят от центъра заради новите булеварди и площади, планирани от Наполеон III, той издава указ за присъединяване на единадесет околни общини и увеличаване на броя на районите от дванадесет до двадесет, с което градът се разширява почти до съвременните си граници.
Наполеон III и Осман стартират огромните проекти за благоустройство на Париж, за подобряване на санитарните условия, водоснабдяването и движението на трафика на града наемайки десетки хиляди работници. Отчасти, булевардната система е била планирана като механизъм за лесното разполагане на войски и артилерия, но основната ѝ цел е била да помогне за решаването на проблема с движението в града и да свърже неговите забележителни сгради. Огромна карта на Париж била окачена в кабинета На императора, маркирана с цветни линии, там където той искал да минават нови булеварди. Двамата с Осман се срещат почти всеки ден, за да обсъдят проектите и да преодолеят пречките и противопоставянето, с които се сблъскват, докато обновяват Париж.
Почти две десетилетия по време на управлението на Наполеон III и още около десет години след това по-голямата част от Париж е строителна площадка. За да може да се доставя прясна вода в града, хидравличният инженер Йожен Белгранд строи нов акведукт, за да донесе чиста вода от река Ван в Шампан и нов огромен резервоар в близост до бъдещия Парк Монсури. Тези две работи увеличават водоснабдяването на Париж от 87 000 на 400 000 кубически метра вода на ден. Полагат се стотици километри тръби, за да бъде разпределена водата в целия град, и се изгражда втора мрежа, за да се използва не толкова чистата вода от Урк и Сена, за да мият улиците и да поливат новите паркове и градини. Канализацията също е реконструирана и в Париж се прокарани километри тръби за разпределение на газта за хилядите нови улични светлини.
В началото на 1854 г. в центъра на града работниците на Осман събарят стотици стари сгради и отсичат осемдесет километра нови алеи, свързвайки централните точки на града. Сградите по тези алеи трябвало да са на една и съща височина и в подобен стил и да бъдат облицовани с камък в кремав цвят, създавайки еднообразен вид на парижките булеварди. Виктор Юго споменава, че едва ли е възможно да се разграничи каква е къщата пред вас: театър, магазин или библиотека. Осман успява да възстанови града за 17 години. „По негова преценка новите булеварди и открити пространства изместват 350 000 души; ... до 1870 г. една пета от улиците в централния Париж са негово творение; той е похарчил ... 2,5 милиарда франка за града; ... един от петима парижки работници са наети в строителната търговия.“
За да свърже града с останалата част на Франция, Наполеон III строи две нови железопътни гари: Лионската гара (Gare de Lyon) в 1855 г. и Северната гара (Gare du Nord Gare) в 1864 г. Той завършва Халите (Les Halles), големия пазар за производство на желязо в стъкло в центъра на града и строи нова общинска болница, Hôtel-Dieu, на мястото на рушащите се средновековни сгради на Ile de la Cite. Архитектурната забележителност, считана за негов „подпис“, е Парижката опера, най-големият театър в света, проектиран от Шарл Гарние, корона в центъра на новия Париж на Наполеон III. Когато императрица Евгения видяла модела на операта и попитала архитекта какъв е стилът, Гарние отговорил просто: „Наполеон Трети“.
Avenue de l'Opéra (булевард Опера) е един от новите булеварди, създадени от Наполеон III и Осман. Новите сгради по булевардите трябвало да са с еднаква височина и същия основен фасаден дизайн, и всички с облицовка с кремав цвят камък, придавайки на центъра на града своята отличителна хармония.
Наполеон III също поискал да се изградят нови паркове и градини за отдих и отмора на парижани, особено тези в новите квартали на разрастващия се град. Новите паркове на били вдъхновени от спомените му за парковете в Лондон, особено за Хайд Парк, където той се е разхождал и е бил возен в карета, докато е бил в изгнание; но той искал да надгражда в много по-големи мащаби. Работейки с Осман и Жан-Шар Алфан, инженерът, който оглавява новата Служба на променадите и насажденията, той изготвя план за четири основни парка в четирите посоки на света. Работници и градинари копаят езера, строят каскади, засаждат тревни площи, цветни лехи, дървета и строят заслони и гротове. Създаден е Булонският лес (1852 – 1858) на запад, Венсенската гора (1860 – 1865) на изток, Парка Бют-Шомон (1865 – 1867) на север и Парк Монсури (1865 – 1878) на юг.
В допълнение към изграждането на четирите големи парка, Осман разполагал с по-старите паркове в града, включително Парка Монсо (Parc Monceau), бивша собственост на Орлеанската династия, и Люксембургската градина (Jardin du Luxembourg), ремонтирани и презасадени. Той също създава двадесет малки парка и градини в кварталите, като миниатюрни версии на големите си паркове. Алфанд нарича тези малки паркове „зелени и цъфтящи салони“. Намерението на плана на Наполеон било да има по един парк във всеки от осемдесетте квартала на Париж, така че никой да не е на повече от десет минути пеша от такъв парк. Парковете са безусловен успех сред всички класи парижани.

## Барон Осман
За да благодари на Осман за работата му, Наполеон III предлага през 1857 г. Осман да стане член на френския сенат и да му се даде почетно звание дук („duc“), както вече е правено за някои от неговите генерали. Осман отклонява тази титла, свързана с поземлени владения и разходи, като прави каламбур, че „акведук“ (френската дума за „акведукт“), би била по-подходяща.. Назоваването приживе с неговото име на централния булевард става по решение на Императора.
Титлата барон се полагала на дядо му по майчина линия, Жорж Фредерик, барон Денцел, генерал при първия Наполеон, и от когото Осман е единственият жив потомък от мъжки пол. Баща му също я ползвал и самият Осман претендирал за нея, срещу което Наполеон III и обкръжението му не възразяват. Тя фигурира и на корицата на неговите „Мемоари“.

## Падение
През първата половина на управлението на Наполеон III френският законодателен орган има много малка реална власт; всички решения са взимани еднолично от императора. В началото на 1860 г. обаче Наполеон решава да либерализира империята и да даде на законодателите реална власт. Членовете на опозицията в парламента все по-често огласяват критиките си към Осман, критикувайки харчовете му и високопоставеното му отношение спрямо парламента.
Цената на проектите за реконструкция също нараства бързо. През декември 1858 г. държавният съвет постановява, че собственик на имот, чиято земя е отчуждена, може да задържи земята, която не е специално необходима за улицата, което значително увеличава разходите за отчуждаване. Собствениците на имоти също стават много по-умни, като започват да искат по-високи плащания за своите сгради, често чрез създаване на фалшиви магазини и предприятия в сградите си. Цената на отчуждаванията скача от 70 милиона франка за първите проекти до около 230 милиона франка през втората фаза на проектиране. През 1858 г. Cour des Comptes, който контролира финансите на империята, постановява, че Caisses des Grands Travaux функционира незаконно, като предоставя „прикрити заеми“ на частни компании. Съдът постановява, че такива заеми трябва да бъдат одобрени от парламента. Парламентът бива помолен да одобри заем от 250 милиона франка през 1865 г. и още 260 милиона франка през 1869 г. Членовете на опозицията са особено възмутени, когато през 1866 г. той отнема част от Люксембург, за да направи място за новата алея между Люксембургската градина и обсерваторията и унищожава старите градински разсадници, които се намират между rue August Comte, rue d'Assas и алеята de l'Observatoire. Когато императорът и императрицата присъстват на спектакъл в театър Одеон, близо до Люксембургската градина, публиката се развиква „Уволни Осман!“ и се присмива на императора. Независимо от това, императорът застава зад Осман.
Един от лидерите на парламентарната опозиция срещу Наполеон, Жул Фери, осмива счетоводните практики на Осман като Les Comptes fantastiques de Haussmann или „Фантастичните разкази на Осман“ през 1867 г. Републиканската опозиция срещу Наполеон III печели много парламентарни места на изборите през 1869 г. и засилва критиките си към Осман. Наполеон III се подава на критиката и определя опозиционния лидер и яростния критик на Осман, Емил Оливие, за свой нов премиер. Осман бива поканен да подаде оставка. Той отказва да подаде оставка и е освободен от задълженията си от императора. Шест месеца по-късно, по време на Френско-германската война, Наполеон III е превзет от германците и империята е свалена.
В спомените си Осман прави следния коментар за уволнението си: „В очите на парижани, които обичат рутината в нещата, но са променливи, когато става дума за хората, извърших две големи грешки; в продължение на седемнадесет години нарушавах ежедневните им навици, като обърнах Париж с главата надолу, докато те искаха да виждат един и същ облик на центъра на града. Това бяха две непростими оплаквания.“
След падането на Наполеон III Осман прекарва около година в чужбина и отново навлиза в обществения живот през 1877 г., когато става депутат от бонапартистите за Аячо. По-късните му години са заети с подготовката на неговите Mémoires (три тома, 1890 – 1893). Умира в Париж на 11 януари 1891 г. на 82-годишна възраст и е погребан в гробището Père Lachaise.

## Смърт
Осман умира в Париж на 11 януари 1891 г. Съпругата му, Луиз-Октавие де ла Харп, е починала само осемнадесет дни по-рано. Към датата на смъртта си те обитават апартамент на 12, rue Boissy d'Anglas, близо до Place de la Concorde. Завещанието им прехвърля семейното имение на единствената им оцеляла дъщеря, Валентин Осман.

## Наследство
Планът на Осман за Париж вдъхновява градското планиране и създаването на подобни булеварди, площади и паркове в градове като Буенос Айрес, Брюксел, Рим, Виена, Стокхолм, Мадрид и Барселона. След Парижката международна изложба от 1867 г. Вилхелм I, кралят на Прусия, пренася обратно в Берлин голяма карта, показваща проектите на Осман, които повлияват на бъдещото планиране на този град. Работата му също вдъхновява „Движението за Красиви Градове“ в САЩ. Фредерик Лоу Олмстед, дизайнер на Централния парк в Ню Йорк, посещава осем пъти Булонския лес по време на учебното си пътуване през Европа в 1859 г. и също е повлиян от иновациите на Парка „Бют Шомон“ (Parc des Buttes Chaumont). Американският архитект Даниел Бърнам заимства от плана на Осман и включва диагоналните улични проекти в плана си от 1909 г. в Чикаго.
Осман е избран за сенатор през 1857 г., за член на Академията за изящни изкуства през 1867 г. и получава ордена „Велик Кръст“ на Почетния легион през 1862 г.

В последните години от живота си пише и публикува своите Mémoires (1890 – 1903).
Името му е увековечено в булевард „Осман“.

## Спорове

### Финансиране на реконструкцията на Париж
Реконструкцията на центъра на Париж е най-големият такъв проект за обществени работи, предприеман някога в Европа; никога дотогава голям град не е бил преустроен така напълно, докато все още е бил непокътнат; Лондон, Рим, Копенхаген и Лисабон са възстановени след големи пожари или земетресения. Наполеон III започва грандиозните си проекти по времето, когато е принц-президент и когато правителството има пълна хазна. В плана си от 1851 г. той предлага разширяване на улица Риволи, за да свърже Лувъра с центъра на града, за да се изгради широк нов булевард, Булевардът Страсбург, по оста север-юг и да завърши централния пазар (Халите), Les Halles, отдавна недовършен. Той се обръща към парламента и получава разрешение да заеме петдесет милиона франка. Обаче амбициите на императора са много по-големи; той също иска да довърши сградата на Лувъра и да създаде огромен нов парк, Булонския лес, на запад от града. Неговият префект на Сена по това време, Бергер протестира, че градът няма пари. В този момент Наполеон освобождава Бергер от поста му и наема Осман, а Осман търси по-добър начин за финансиране на проектите му.
Наполеон III е особено разтревожен да завърши разширението на Риволи от Лувъра до центъра, преди откриването на Парижката универсална експозиция през 1855 г. Наполеон III иска изграждането на нов луксозен хотел, в който да приюти своите императорски гости по време на експозицията. Наполеон III и Осман се обръщат за финансиране към двама парижки банкери – Емил Перейр и Исак Перейр, които са създали банка, наречена „Креди Мобилие“.
През декември 1854 г., без да губят време, преди откриването на експозицията, братята Перейр създават нова компания, която да построи улицата и хотела. Те продават 240 000 акции по сто франка всеки, със 106 665 акции, закупени от „Креди Мобилие“, 42 220 от братя Перейр, а останалите на частни инвеститори. По искане на Наполеон през 1850 и 1851 г. са приети нови закони, които улесняват града да отчуждава частна земя за обществени цели. Те също така позволяват на града да отчужди в обществен интерес не само земя за нови улици, но и всички строителни площадки от двете страни на новите улици, придобивка от огромна стойност. Правителството отчуждава земята със сгради, необходими за изграждането на новата улица и хотела; на собствениците са платени обезщетения, определени от арбитражен съвет. Тогава правителството от своя страна продава земята и сградите на дружеството, създадено от братята Перейр, което събаря старите сгради, изгражда нова улица, тротоари и нов площад, Place du Palais Royale; строи нови сгради по новата улица и ги продава или отдава под наем на нови собственици. Те построяват и хотел du Louvre, една от най-големите сгради в града и един от първите модерни луксозни хотели в Париж. Компанията също така строи редици луксозни магазини под своеобразно покритото емпоре покрай улица Риволи и около хотела, чиито части те също отдават под наем на заинтересовани. Строителството започва веднага. Три хиляди работници са работили денем и нощем в продължение на две години, за да завършат улицата и хотела, които са завършени навреме за експозицията.
През 1854 г. парламентът одобрява и друг заем от шестдесет милиона франка, но Осман се нуждае от много повече за бъдещите си проекти. На 14 ноември 1858 г. Наполеон и Осман създават Caisse des travaux de la Ville, специално за финансиране на проектите за възстановяване. Тя взема пари назаем при по-висок лихвен процент от обикновените градски облигации и използва парите, за да плаща на частни компании, като тази на братята Перейр, за да възстановят града. „Това беше голямо облекчение за финансите на града“, пише Осман по-късно в своите „Мемоари“, „което позволи на града да извърши няколко големи операции едновременно, с бързо изпълнение, накратко по-икономично.“ Той също функционира изцяло независимо от парламента, което силно дразни членовете на парламента.

### Критики на проектите му
Осман е честен, но похарчва 2,5 милиарда франка за възстановяването на Париж, сума, която зашеметява неговите критици. Жул Фери и други врагове на Наполеон твърдят, че Осман е разходвал безразсъдно много пари и е планирал лошо. Освен това те твърдят, че е фалшифицирал сметки. Докато Наполеон е наел Осман, политическите атаки са толкова интензивни, че той принуждава Осман да стане изкупителна жертва, надявайки се, че оставката му ще задоволи буржоазните партии, които стават все по-яростни по време на икономическата депресия в края на 1860 г.
Плановете на Осман с радикалното им преустройство съвпадат с време на интензивна политическа активност в Париж. Много парижани са разтревожени от унищожаването на „старите корени“. Историкът Робърт Хърбърт казва, че „импресионистичното движение е изобразило тази загуба на връзка в такива картини като „Бар във Фоли-Бержер“ на Едуар Мане. Темата на картината е разговор с мъж, видян в огледалото зад нея, но изглеждащ отсъстващ. Според Хърбърт това е симптом на живот в Париж по това време: гражданите се откъсват един от друг. „Непрекъснатото унищожаване на физическия Париж доведе до унищожаване и на социалния Париж.“ Поетът Шарл Бодлер е свидетел на тези промени и пише в отговор стихотворението „Лебедът“. Стихотворението е плач за и критика против унищожаването на средновековния град в името на „прогреса“.
Осман също е критикуван за високата цена на проектите си. Наполеон III уволнява Осман на 5 януари 1870 г., за да подобри имиджа си. А Осман остава любима мишена на критиката на ситуационизма; освен че посочват репресивните цели, които са постигнати от урбанизма на Осман, Ги Дебор неговите приятели (които считат урбанизма за „държавна наука“ или по своята същност „капиталистическа“ наука) също подчертават, че той добре отделя зоните за отдих от работните места, като по този начин обявява модерен функционализъм, както е илюстрирано от прецизното разделяне на зоната на Льо Корбюзие (една зона за циркулация, друга за настаняване и последната за труд).
Някои от съвременните критици на Осман смекчават възгледите си през годините. Жул Симон е пламенен републиканец, който отказва да положи клетва пред Напоелон III и е ожесточен критик на Осман в парламента. Но през 1882 г. той пише за Осман във в-к „Gaulois“:
| „ | „Той се опита да направи Париж великолепен град и успя напълно. Когато взе в ръцете си Париж и управляваше нашите дела, Сен Оноре и Сен Антоан все още бяха най-големите улици в града. Нямахме други променади, освен Големите булеварди и Тюйлери; Шанз-Елизе беше през повечето време отточен канал, Булонският лес беше в края на света. Липсваха ни вода, магазинчета, светлина, в онези далечни времена, от които са минали само тридесет години. Той разруши кварталите – можеше да се каже, цели градове. Възроптаха, че щял да върне чумата, но той ни остави да плачем и чрез своето интелигентно „пробиване“ на улици, той ни даде въздух, здраве и живот. Тук той създаде улица; там той създаде алея или булевард; тук място, площад; променада. От празното сътвори Шанз-Елизе, Булонски лес, Венсенски лес, той въведе в своята красива столица дървета и цветя и я насели със скулптури.“ | “ |

### Дебатът за военната функция на булевардите на Осман
Някои историци и критици през 20 век, сред които Луис Мъмфорд, твърдят, че истинската цел на булевардите на Осман е да улеснят армията да смазва народните бунтове. Според тези критици широките булеварди давали на армията по-голяма подвижност, по-широк обхват на огъня за техните оръдия и затруднявали блокирането на улиците с барикади. Те твърдят, че построените от Осман булеварди са позволили на френската армия по-лесно да потуши Парижката комуна през 1871 г.
Комунарите са победени за една седмица, но те са малочислени, пет към един, имат по-малко оръжия и по-малко мъже, обучени да ги използват, те имат много малко опитни офицери и нямат нито един командир, като всеки квартал е оставен да се защитава сам, нямат план за отбраната на града и те нямат надежда за военна подкрепа извън Париж. Така за потушаването на Парижката комуна през 1871 г. новопостроените булеварди не са били основен фактор.
Самият Осман не отрича военно-стратегическа стойност на по-широките улици. В своите „Мемоари“ той пише, че новият му булевард „Севастопол“ е довел до „изкормването на стария Париж, квартала на безредиците и барикадите“. Той признава, че понякога използва този аргумент в парламента, за да оправдае високата цена на своите проекти, като се аргументира, че те са за национална отбрана и сигурност и трябва да бъдат плащани поне отчасти от държавата. Той пише: „Но що се отнася до мен, доколкото аз предлагах тези допълнения, правени към оригиналния проект, заявявам, че никога не съм мислил ни най-малко, като ги добавях, за тяхната по-голяма или по-малка стратегическа стойност.“ Парижкият градски историк Патрис дьо Монкан пише: „Да виждаме създаденото от Осман и Наполеон III само в перспективата на стратегическата му стойност, е много редуктивно. Императорът бил убеден последовател на Сен-Симон. Желанието му да направи Париж, икономическата столица на Франция, по-отворен и по-здравословен град, не само за висшите прослойки, но и за работниците, не може да бъде отречено и следва да се признае за основна мотивация.“